# Snigelparken

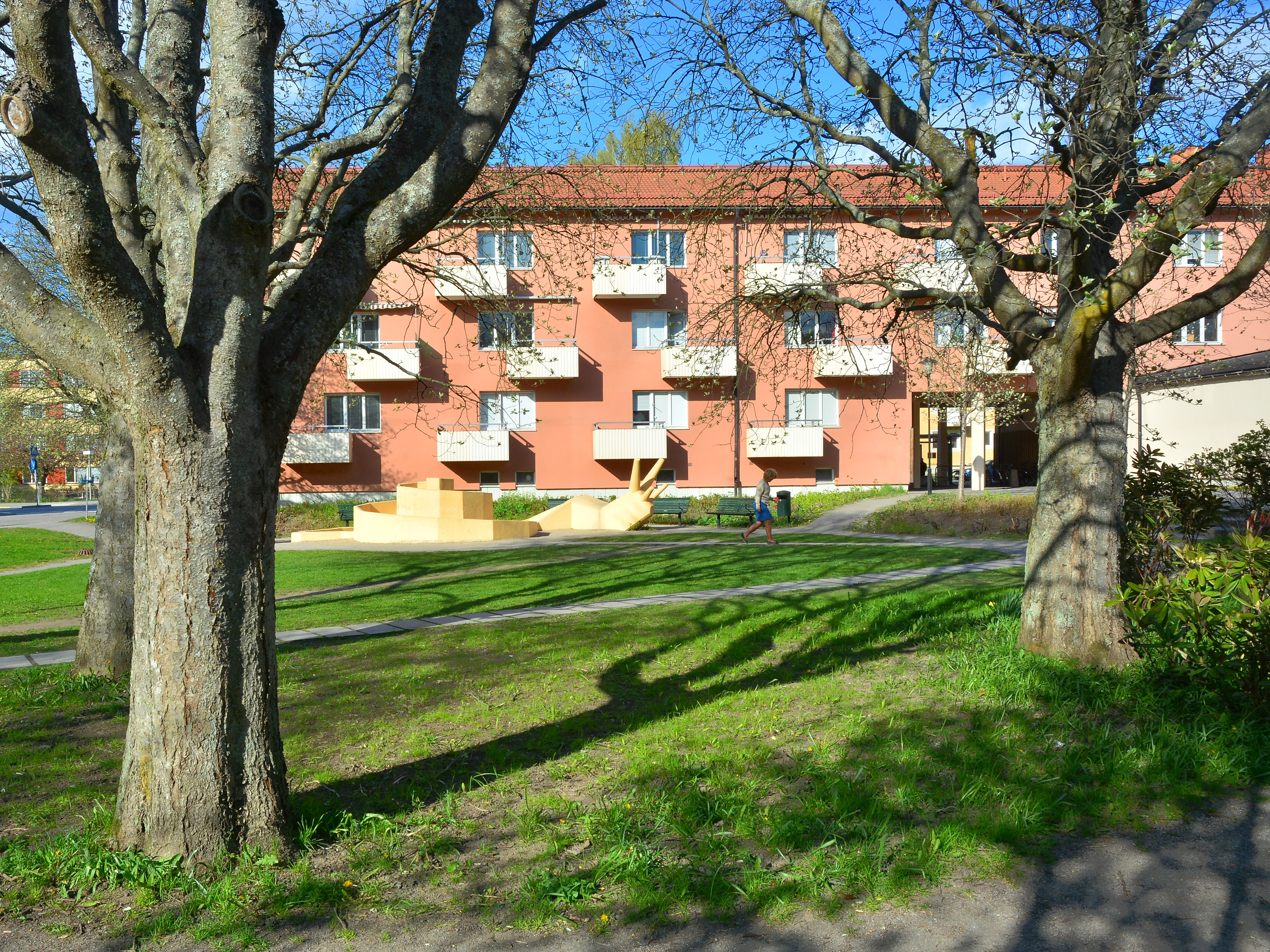
Snigelparken är belägen vid korsningen Siljansvägen/Ottsjövägen (fotot är tagen i maj 2014).

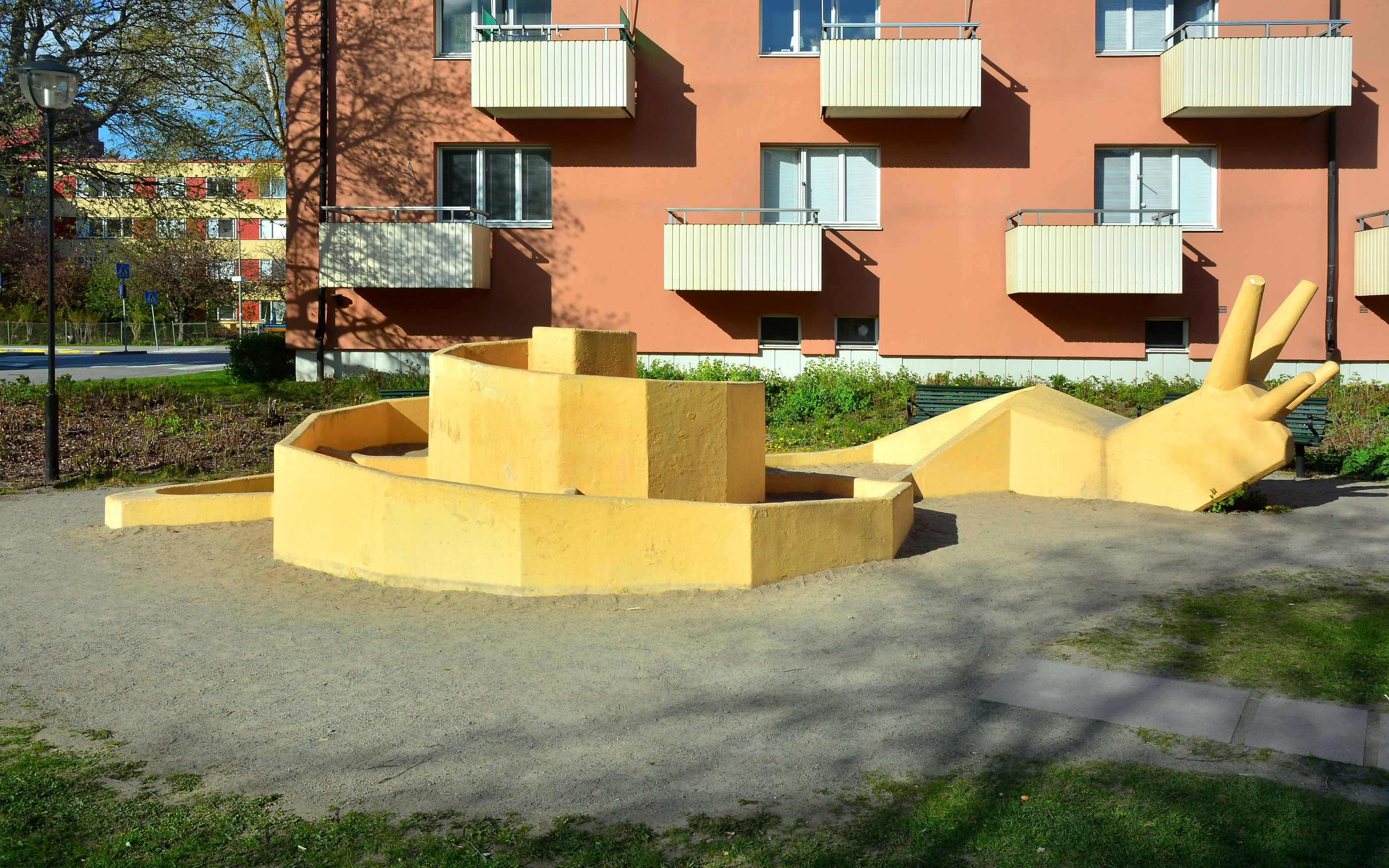
Betongsnigeln i Snigelparken i maj 2014.

Snigelparken eller Snigeltorget är en mindre park i Årsta i Stockholms kommun. Den ligger i korsningen Siljansvägen/Ottsjövägen. Parken skapades av landskapsarkitekten Erik Glemme i början av 1950-talet. 
Namnet kommer från den sandlåda i form av en snigelskulptur i betong som finns här. Skulpturen är gjord av konstnären Sture Andersson. I parken står även statyn Melodi, en kvinnoskulptur i stengöt av Nils Sjögren rest 1953. Parken upprustades av Stockholms stads markkontor i slutet av år 2005.